# Micro Instrumentation and Telemetry Systems
Micro Instrumentation and Telemetry Systems (MITS) est une société électronique américaine fondée par Ed Roberts à Albuquerque, au Nouveau-Mexique, qui a commencé à fabriquer des calculatrices électroniques en 1971 et des ordinateurs personnels en 1975. 

## Voir également
- Altair 8800
- Model Rocketry (en)